# Candida (prénom)
Pour les articles homonymes, voir Candida.
Cette page présente le prénom Candida ainsi que ses variantes.
Candida est un prénom féminin.

## Origine
Il est issu du latin, candidus, candida, signifiant clair et blanc, d'une blancheur telle que celle du quartz pur, plutôt que celle du calcaire.

## Fréquence
Il est assez fréquent en portugais, avec l'orthographe Cândida.

## Personnalités portant ce prénom
- Pour l'ensemble des articles sur les personnes portant ce prénom, consulter :
  - la liste des articles dont le titre commence par ce prénom
  - les listes produites par Wikidata : Liste des personnes de prénom « Candida » — même liste en incluant les éventuels prénoms composés qui contiennent « Candida ».